# 蕭普達
蕭普達（?—1044年）字弹隐。辽国官员。统和初年为南院承旨。开泰六年，任乌古部节度使。次年，敌烈部叛乱，蕭普達镇压有功任乌古敌烈部都监。蕭普達派敌烈骑兵到北阻卜取名马献给朝廷，因此受诏褒奖。重熙初年，改任乌古敌烈部都详稳，攻打诸蕃有功。
萧普达深练边界事物，使用人还能让对方喜悦。所有战利品都分给大家，所以得人心。后任西南面招讨使。辽夏战争时，辽国党项人叛逃西夏，萧普达讨伐时中流箭，牺牲。皇帝觉得可惜，厚赏。1045年6月追认同中書門下平章事。

## 延伸阅读
[在维基数据编辑]
 《遼史/卷92》，出自脱脱《遼史》